# Josep Lloveras i Feliu
Josep Lloveras i Feliu (Cassà de la Selva, 26 de març de 1922 - Barcelona, 3 de setembre de 2014) fou un pintor i escultor català. La seva obra està formada bàsicament per peces d'art sacre, nus femenins a l'oli i aquarel·les. Al llarg de la seva vida va signar amb diferents noms: Lloveras, Lloveras de Reina, Sarevoll (per firmar els treballs eròtics) i Lloveras R. Fou un dels artistes catalans més actius de la generació de Dau al Set i els Betepocs, agrupació de la qual va ser cofundador.

## Biografia
Els seus pares feien de pastors al massís de les Gavarres i Lloveras no començà l'aprenentatge artístic fins als 14 anys. El 1939 es traslladà a Barcelona, on començà a treballar de pintor de parets, estudià a l'Acadèmia Tàrrega i després a l'Escola Superior de Belles Arts, on començà a pintar peces de temàtica religiosa. El 1945 va exposar en solitari per primer cop a la galeria Argos del Palau de la Virreina. Després viatjà al Marroc i a Trípoli, d'on tornarà malalt de tuberculosi.
Entre 1948 i 1952 va viure a París i el 1953 marxà a Mèxic, però finalment es quedà a l'Havana, on assolí la maduresa creativa i, gràcies a l'amistat amb Rafael Marquina i Angulo, feu nombroses exposicions. El 1967 deixà Cuba i s'establí a Miami i a Puerto Rico fins a 1969.
El 1970 tornà a Barcelona amb la seva esposa i fills, i obrí un estudi a Barcelona i un altre a Cassà. El 1980 fundà l'Estudi d'Art Lloveras i esdevingué un important dinamitzador i referent cultural a Cassà de la Selva, on organitzà des del 1983 el Concurs de Pintura Ràpida i Concurs de Colors sobre l'Asfalt.
El 2012 va rebre la Creu de Sant Jordi.
La seva obra pictòrica, que es troba en col·leccions privades arreu del món i de manera especial a Cuba i Catalunya, es compon bàsicament d'art sacre, nus femenins a l'oli, aquarel·les i llapis de colors. També ha cultivat l'escultura –destaca el mausoleu a Maria Gay i Tibau, fundadora de la congregació de les Germanes de Sant Josep de Girona– i la ceràmica.